# Vulcana-Pandele
Vulcana-Pandele es una comuna ubicada en el distrito de Dâmbovița, Rumania.

## Superficie
Posee una superficie de 25,08 kilómetros cuadrados.

## Demografía
Hasta 2021 la población era de 4683 habitantes, con una densidad de población de 186,7 habitantes por kilómetro cuadrado.